# Galería Nacional de Praga
La Galería Nacional de Praga (en checo: Národní galerie v Praze) es un museo nacional ubicado en Praga, con la mayor colección de arte de la República Checa.

## Historia
El 5 de febrero de 1796 se fundó la Sociedad Patriótica de Amigos de las Artes, que se encargó de crear la Academia de Bellas Artes y una Galería de Pinturas en la ciudad de Praga.
La Galería de Pinturas fue el antecedente directo de la actual Galería Nacional de Praga.
El museo exhibe sus fondos en diferentes edificios.

## La colección
La exposición permanente, con más de 400.000 objetos, se divide en cinco colecciones:
- Arte medieval en Bohemia y Europa Central. La Galería Nacional expone esta colección en el antiguo convento de Santa Inés de Bohemia. Algunos de los artistas más representativos son el Maestro Teodorico y el Maestro de Wittingau.
- Arte europeo. Colección que abarca desde la Antigua Grecia hasta el Barroco, incluyendo autores como Durero (con la obra maestra La fiesta del rosario), Tintoretto, Ribera, Tiepolo, El Greco, Goya, Rubens y van Dyck entre otros. Está ubicada en el palacio Sternberg.
- Barroco en Bohemia. En el palacio Schwarzenberg se muestran pinturas y esculturas creadas en los territorios de Bohemia entre finales del siglo XVI y finales del siglo XVIII.
- Mundo Antiguo. La colección se encuentra en el palacio Kinský.
- Arte de los siglos XX y XXI. En el palacio Veletržní.